# Maxine Brown
Pour les articles homonymes, voir Brown.
Maxine Brown est une chanteuse de rhythm and blues américaine, née le 18 août 1939 à Kingstree (Caroline du Sud).

## Biographie
Elle commence à chanter adolescente dans des groupes de gospel de New York.
En 1960, à 21 ans, elle signe un premier contrat avec Nomar Records. Son premier « single » All In My Mind, qu'elle a composé elle-même rencontre le succès : il est n° 2 des chansons de rhythm' and blues et n° 19 au Billboard. Elle ne fera jamais mieux.
En 1962, elle signe chez ABC Records, qu'elle quitte rapidement pour rejoindre Wand Records.
Elle enregistre souvent en duo avec Chuck Jackson, en 1965, 1966, 1967 et 1973. Something You Got se classe n° 10 des succès R'n'B en 1965. Elle chante également en duo avec Tommy Hunt (1981), Dionne Warwick (1983) et Glady Knight & The Pips (1984). 
En 1969, Maxine Brown signe chez Commonwealth United avec lequel son premier disque We'll Cry Together est un succès (n° 15 au classement R'n'B).
Elle signe ensuite chez Avco Records.

## Discographie
- Maxine Brown, 1961
- The Fabulous Sound of Maxine Brown, Wand, 1962
- Spotlight On / Greatest Hits, Wand, 1964
- Maxine Broxn's Greatest Hits, 1967
- We'll Cry Together, 1969
- Blue Ribbon Country, vol.1, 1975
- One in a Million, 1984
- 25 All Time Greatest Hits, Universal, 2002
- Something You Got, Charly Records, 2003
- From the Heart, True Life, 2004
- Out Of Sight, Epic, 2005
- Best of the Wand Years, Ace, 2009